# Nikolas Koutsakos
Nikolas Koutsakos (Nicosia, 14 de noviembre de 2003) es un futbolista chipriota que juega en la demarcación de delantero para el APOEL de Nicosia de la Primera División de Chipre.

## Selección nacional
Tras jugar en las categorías inferiores de la selección, finalmente hizo su debut con la selección absoluta de Chipre el 6 de junio contra Bulgaria en un partido amistoso que finalizó con un resultado de empate a dos tras los goles de Konstantinos Laifis y del propio Koutsakos para Chipre, y un doblete de Aleksandar Kolev para Bulgaria.

## Clubes
| Club                           | País   | Año       | Partidos | Goles |
| ------------------------------ | ------ | --------- | -------- | ----- |
| APOEL de Nicosia               | Chipre | 2020-2022 | 12       | 3     |
| PO Xylotymbou 2006 (cedido)    | Chipre | 2022-2023 | 18       | 8     |
| Ethnikos Achnas (cedido)       | Chipre | 2023      | 10       | 0     |
| Achyronas-Onisilos FC (cedido) | Chipre | 2023-2024 | 28       | 8     |
| Omonia Aradippou (cedido)      | Chipre | 2024-2025 | 29       | 6     |
| APOEL de Nicosia               | Chipre | 2025-     |          |       |